# Forschungsbibliothek Gotha
Die Forschungsbibliothek Gotha (FBG) ist eine wissenschaftliche Bibliothek und selbständige wissenschaftliche Einrichtung der Universität Erfurt. Sie arbeitet eng mit der Universitätsbibliothek Erfurt zusammen, mit der sie von 1999 bis 2018 als Universitäts- und Forschungsbibliothek Erfurt/Gotha vereinigt war. Sitz der Forschungsbibliothek ist der Ostflügel auf Schloss Friedenstein in Gotha.

## Geschichte

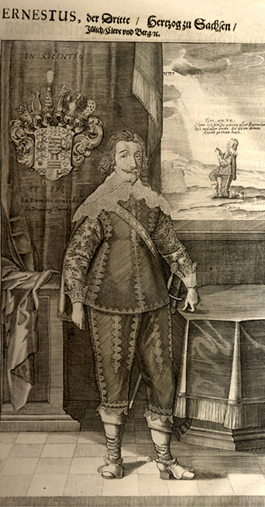
Herzog Ernst I.

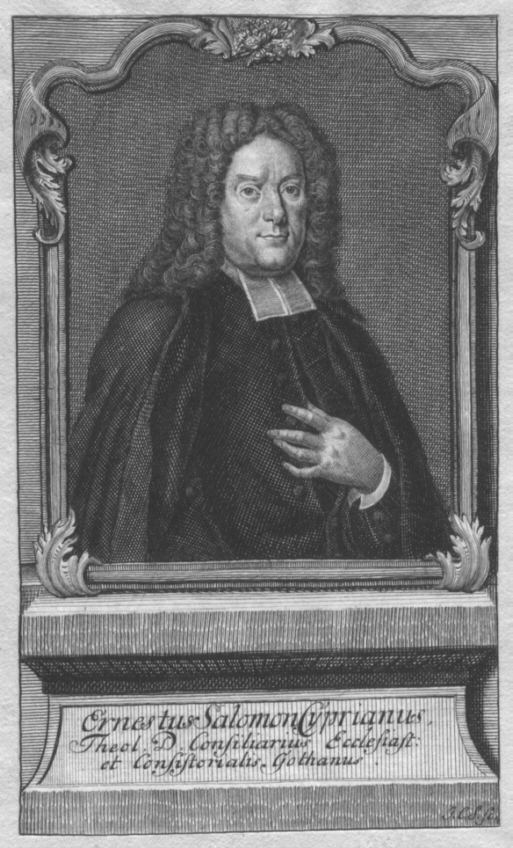
Ernst Salomo Cyprian

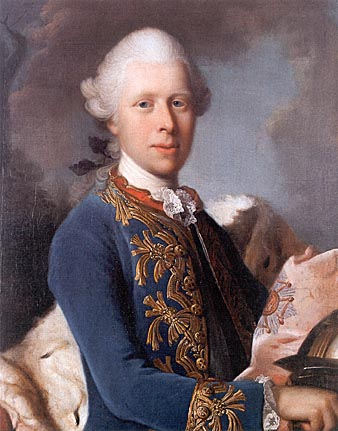
Herzog Ernst II.

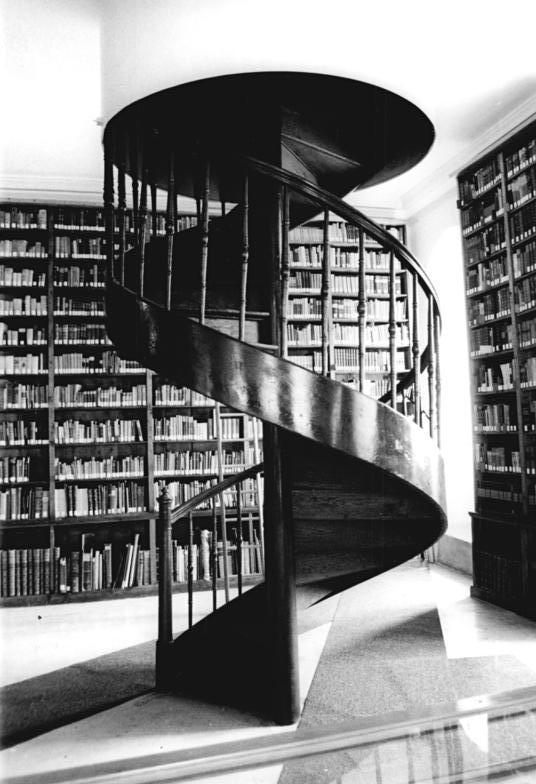
Forschungsbibliothek Gotha in den 1980er Jahren

### 17. Jahrhundert bis 1918
Herzog Ernst der Fromme übernahm 1640 die Regentschaft über das neu gegründete Herzogtum Sachsen-Gotha. Er brachte seine Büchersammlung aus ernestinischen Familienbesitz und aus der Kriegsbeute des Dreißigjährigen Krieges mit nach Gotha. Dazu gehörte auch die Prachthandschrift der Ottheinrich-Bibel. Durch Schenkungen und Ankäufe wurde die Büchersammlung kontinuierlich erweitert. Unter anderem durch die Bibliothek des Theologen Johann Gerhard, seines Sohnes Johann Ernst Gerhard und durch Herzog Ernsts Sohn, Herzog Friedrich I. mit Teilen der Altenburger Hofbibliothek.
Die bis in die jüngere Vergangenheit gültige Systematik der Bibliothek aus sieben Fachgruppen geht auf Veit Ludwig von Seckendorff zurück, der als 19-Jähriger zum ersten Aufseher der Bibliothek berufen wurde und dort bis 1664 wirkte. Joachim Bartholomäus Meyer setzte diese Ordnung von 1665 an weiter durch und begann die Bibliothek zu katalogisieren. Auch der Baumeister von Schloss Friedenstein, Andreas Rudolphi (1601–1679), war zeitweilig mit der Leitung der Bibliothek betraut. Ein wissenschaftliches Profil erhielt die Bibliothek durch den Bibliothekar und Theologen Ernst Salomon Cyprian.
Im Lauf der Zeit haben viele verschiedene Bibliothekare der Herzoglichen Bibliothek ihre eigene Prägung gegeben. Bibliotheksdirektor Julius Carl Schläger bemühte sich um die Vermehrung des Bestandes und die Erschließung von Finanzmitteln, hat die Benutzung der Bibliothek jedoch auch überstreng reglementiert. Ihm folgte der Rektor Johann Gottfried Geissler (1726–1800), der die Bibliothek wieder öffnete, versuchsweise Gymnasiasten als Bibliothekshelfer einsetzte und wertvolle Zugänge erwarb. Zu jener Zeit war der Theologe Adolf Heinrich Friedrich Schlichtegroll Accessist an der Bibliothek und begründete dort 1791 seinen Nekrolog der Deutschen. Zur Zeit des Bibliothekars Friedrich Jacobs wurden ab 1814 die Privatbibliothek Ernsts II. und weitere Bibliotheken mit der Gothaer Bibliothek vereinigt wurden, die dadurch einen Bestand von 110.000 Bänden erreichte. Aus Ernsts Bibliothek waren insbesondere wertvolle Handschriften und alte Drucke hinzugekommen, darunter das Evangeliar von Echternach. Der Bibliothekar Friedrich August Ukert hat in den 1835 bis 1838 erschienenen und gemeinsam mit Jacobs herausgegebenen Merkwürdigkeiten zahlreiche der älteren Werke in der Bibliothek beschrieben. Von einer Forschungsreise in den Orient, brachte Ulrich Jasper Seetzen orientalische Handschriften mit, deren Inventarisierung der Orientalist Johann Heinrich Möller (1792–1867) besorgte. Die Herzogliche Bibliothek wurde am 13. Dezember 1824 zu einem Fideikommiss erhoben. Der dauerhafte Verbleib in Gotha sollte hiermit gesichert werden. Bibliothekar Philipp Heinrich Welcker trat mit zahlreichen eigenen Versdichtungen hervor. Bibliothekssekretär Georg Rathgeber (1800–1875) machte sich um die Publikation von Bücherschätzen aus dem Gothaer Bestand verdient, indem er solche in die von ihm bearbeiteten Kataloge von Kunstwerken aus den Gothaer Sammlungen aufnahm. August Beck, der ab 1845 Bibliothekar war, hat zahlreiche Schriften zur Gothaischen Geschichte verfasst. Von 1852 bis 1854 war der spätere Staatswissenschaftler Karl Friedrich Lucian Samwer als Bibliothekar in Gotha tätig. Auf Sammlungsleiter Karl Joachim Marquardt gehen die charakteristischen Wendeltreppen der Bibliothek zurück. Sein Nachfolger Wilhelm Pertsch machte sich ab 1856 um die ausführliche Beschreibung der orientalischen Handschriften verdient. Zu seiner Zeit wirkte von 1866 bis 1873 auch Karl Zangemeister, der sich später um die Heidelberger Universitätsbibliothek große Verdienste erwarb, an der Bibliothek in Gotha. Ebenfalls nur kurz in der Gothaer Bibliothek blieb der Kunstwissenschaftler Carl Aldenhoven, der bald in den Dienst des Museums überging und später das Wallraf-Richartz-Museum in Köln leitete. Der langjährige Bibliotheksleiter Heinrich Georges machte sich vor allem mit Neubearbeitungen der lateinischen Lexika seines Vaters Karl Ernst Georges einen Namen. Bibliothekar Rudolf Ehwald begründete um 1900 die Tradition von Ausstellungen der Gothaer Bücherschätze. Der letzte Leiter der Bibliothek war der Schriftsteller Herman Anders Krüger, der die Bibliothek ab 1921 leitete. Der Herzog von Coburg-Gotha nahm 1925 Anstoß an Krügers Erzählung Verjagtes Volk und vertrieb ihn aus dem Amt.

### Seit 1918
Die Sammlungen nahmen ab 1918 schweren Schaden, weil das Eigentum an der Bibliothek umstritten war. Nachdem das Reichsgericht in einer Entscheidung 1925 die Fürstenenteignung von 1919 für ungültig erklärt hatte, wurde die Bibliothek mit den anderen Sammlungsteilen in die 1928 gegründete und ab 1934 wirksame Herzog von Sachsen-Coburg-Gotha'sche Stiftung für Kunst und Wissenschaft eingebracht. Schon zu diesem Zeitpunkt kam es zu einzelnen Verkäufen. Fast alle Spitzenstücke der Sammlung, darunter das Evangeliar von Echternach, die Mainzer Riesenbibel und das Gothaer Missale, wurden Anfang Juli 1945 kurz nach Ende des Zweiten Weltkrieges vor dem Abzug der Amerikaner von der herzoglichen Familie nach Coburg verbracht und später durch Verkauf zerstreut. Zehn der Werke befinden sich in fünf anderen deutschen Bibliotheken.
Durch die „Trophäenkommission“ der Roten Armee wurden im April 1946 330.000 Hand- und Druckschriften und damit fast die vollständige Herzogliche Sammlung in die Sowjetunion verbracht. Denselben Weg nahm das wertvolle Münzkabinett, die Münzen und die dazugehörende numismatische Literatur.
Der Bestand der Gothaer Bibliothek umfasste jetzt lediglich die 1945 aufgenommene Bibliothek des aufgelösten Gothaer Gymnasium Ernestinum, Reste der Gothana-Sammlung und Teile der Thüringen-Literatur.
In den ansonsten weitgehend leeren Räumen wurde 1953 die Zentralstelle für wissenschaftliche Altbestände eingerichtet. Sie hatte den Auftrag, Buchgut aufzufangen, das durch die gesellschaftlichen Veränderungen in der sowjetischen Besatzungszone bzw. der DDR durch Enteignung, Aussonderung aus weiterbestehenden Büchereien oder Auflösung ganzer Bibliotheken herrenlos geworden war. Es wurde bibliographisch verzeichnet und den wissenschaftlichen Bibliotheken der DDR zugänglich gemacht. Bücher, die auf diese Weise nicht vermittelt werden konnten, gelangten über das Zentralantiquariat in Leipzig in den staatlich gelenkten, exportorientierten Antiquariatsbuchhandel. 1959 ging die Zentralstelle nach Berlin.
Die Sowjetunion gab 1956, bis auf 25.000 Druckschriften, die abtransportierten Bestände an Hand- und Druckschriften zurück. Vermisst werden unter anderem noch die Zimelien. Das Münzkabinett kehrte ebenfalls zurück. Die Bücher wurden der Bibliothek, die Münzen dem Schlossmuseum zugeordnet.
Im Jahr 1968 erhielt die Bibliothek den Namen Forschungsbibliothek. Es fand eine Zuordnung zum Methodischen Zentrum für Wissenschaftliche Bibliotheken in Ost-Berlin statt. Als Forschungs- und Landesbibliothek Gotha wurde sie 1991 dem Thüringer Ministerium für Wissenschaft und Kunst unterstellt.
Nach einem langjährigen Restitutionsstreit schuf 2001 die „investive gütliche Einigung“ zwischen dem Land Thüringen und dem Haus Sachsen-Coburg und Gotha bzw. seinen Stiftungen Rechtssicherheit für die Sammlungen.
Mit der Neufassung des Thüringer Hochschulgesetzes wurden die Forschungsbibliothek Gotha und Universitätsbibliothek Erfurt 1999 zur Universitäts- und Forschungsbibliothek Erfurt/Gotha zusammengelegt. 2003 kam die Sammlung Perthes Gotha (Perthes-Archiv) hinzu, die seither durch die Forschungsbibliothek am Standort Gotha erschlossen wird. Der Forschungsbibliothek ist seit 2004 das Forschungszentrum Gotha für kultur- und sozialwissenschaftliche Studien angeschlossen.
Etwa 25.000 Bände (aus dem 10. bis 20. Jahrhundert) befinden sich auch im Jahre 2016 noch als „Beutegut“ in Russland, zu „russischem Kulturgut deklariert“. Wie schon Helmut Claus, der langjährige Direktor der Forschungsbibliothek, drängt auch Kathrin Paasch, die derzeitige Direktorin der Forschungsbibliothek, auf die Erfassung und Digitalisierung dieser Bestände.
Als Folge einer Evaluierung durch den Wissenschaftsrat 2014/15 wurde die Forschungsbibliothek 2018 wieder eine selbständige wissenschaftliche Einrichtung, blieb aber Teil der Universität Erfurt. Ihr Auftrag und die Zusammenarbeit mit der Universitätsbibliothek regelt die Satzung zur Organisation der Forschungsbibliothek Gotha (FBG) der Universität Erfurt vom 1. Februar 2018.

## Bibliotheksprofil

### Sammelschwerpunkt

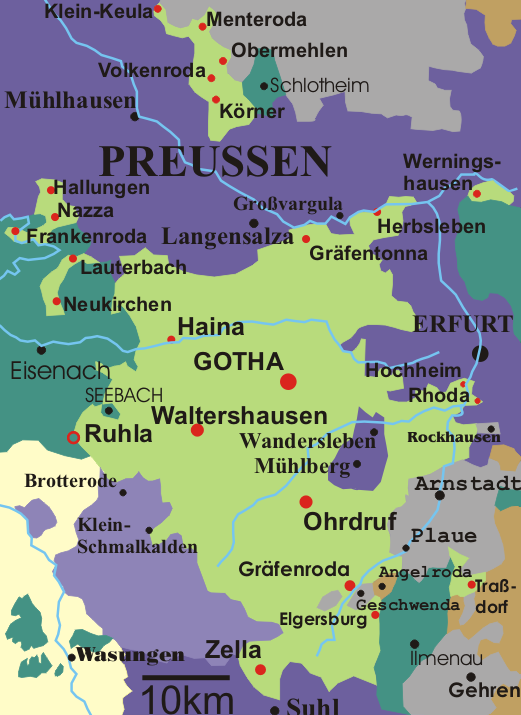
Herzogtum Sachsen-Gotha

Die Forschungsbibliothek Gotha nimmt, als ehemalige Landesbibliothek des damaligen Herzogtums Sachsen-Gotha-Altenburg, für ihre Altbestände die Aufgabe als Regionalbibliothek wahr und für das Gebiet Süd- und Westthüringen führt sie die Sammlung landesgeschichtlicher und regionalkundlicher Literatur fort. Zu den Sammelschwerpunkten gehört die kontinuierliche Erwerbung und Pflege der Literatur zur Geschichte und Landeskunde Thüringens. Es wurden seit der Gründung des Landes Thüringen 1920 durch die Herzogin Anna Amalia Bibliothek in Weimar und Thüringer Universitäts- und Landesbibliothek in Jena Pflichtexemplare gesammelt. Für den Freistaat Thüringen übernimmt das seit 1990 die Thüringer Universitäts- und Landesbibliothek in Jena. Nach der Satzung von 2018 sind profilgebend für die Forschungsbibliothek „ihre frühneuzeitlichen Sammlungen, die orientalische Sammlung und die Sammlung Perthes.“

### Wissenschaftliche Arbeit
Im Mittelpunkt der wissenschaftlichen Arbeit stehen die Herzoglichen Privatbibliotheken, die Kultur des deutschen und europäischen Fürstenhofes Gotha, Korrespondenzen und der Hofkalender.
Es werden weiterhin frühneuzeitliche Reiseberichte und Länderkunden zu den modernen Geo- und Astrowissenschaften, die Rezeption und Geschichte der europäischen Literatur 16. bis 19. Jahrhundert, die Geschichte der Deutung der Religionskulturen des biblischen und des klassischen Altertums, Protestantismus und des Islam und die Geschichte und Philosophie der deutschen und europäischen Aufklärung wissenschaftlich bearbeitet.

### Nachlässe

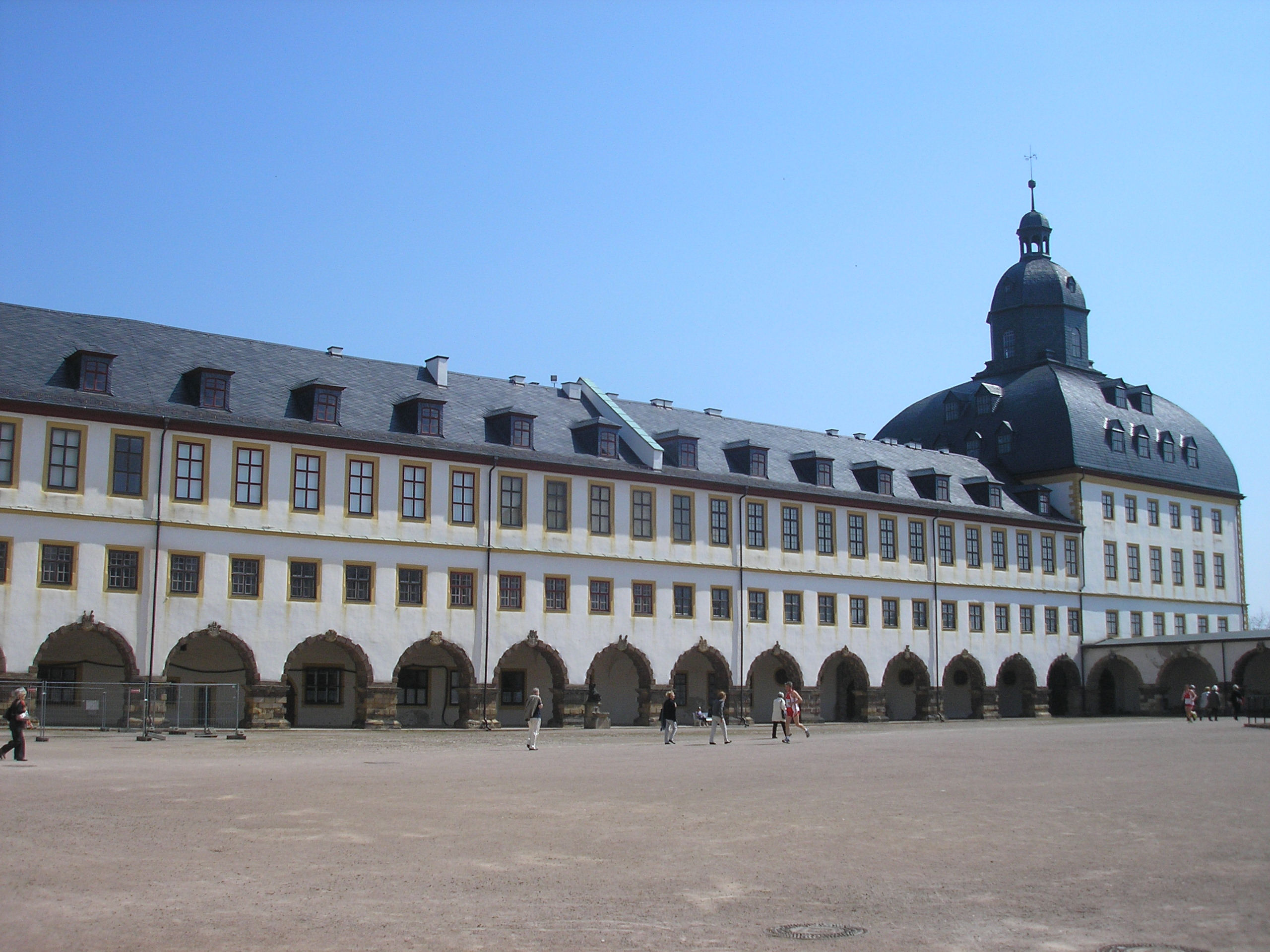
Der Ostflügel des Schlosses beherbergt die Bibliothek

Es befinden sich derzeit in der Forschungsbibliothek Gotha 89 Nachlässe von Bibliothekaren, Wissenschaftlern, Literaten und kulturellen Vereinigungen. Unter anderem Nachlässe des Gothaer Naturwissenschaftler und Schriftsteller Kurd Lasswitz (1848–1910), des Geophysikers, Pazifisten und Pioniers der internationalen Sprache Esperanto Adolf Schmidt (1860–1944), des Gothaer Malers und Grafikers Franz Vetter (1886–1967) mit der Hermann-Hesse-Sammlung und des Publizisten und Herausgeber Joseph Kürschner (1853–1902) unter anderem mit Korrespondenzen von Henrik Ibsen, Karl May und Wilhelm Raabe.

### Projekte
Es gibt mehrere Projekte zur Katalogisierung des Bestandes an Handschriften und alten Drucken.
Schwerpunktmäßig werden folgende Themen bearbeitet:
- Die Bibliothek besitzt einen Bestand von etwa 100 Bänden deutschsprachiger mittelalterlicher Handschriften aus dem 13. bis 16. Jahrhundert. So etwa die mit vielen illustrierten Kodizes ausgestattete Handschrift der Sächsischen Weltchronik, diverse Zeugnisse der klassischen mittelhochdeutschen Literatur und Unikate wie den Versroman Reinfried von Braunschweig.
- Unter den Handschriften der frühen Neuzeit sind die theologischen und kirchenhistorischen Handschriften von besonderer Wichtigkeit.
- Die Musikaliensammlung enthält neben musiktheoretischen Schriften ungefähr 8000 Noten. Neben Kompositionen der Kapellmeister der Gothaer Hofkapelle des 17. und 18. Jahrhunderts sind einige der herzoglichen Familie sowie die der thüringischen Komponisten des 18. bis 20. Jahrhunderts vorhanden. Die größte thüringische Sammlung von Kompositionen der Musikerfamilie Bach enthält teilweise nur in Gotha vorhandene Werke des Bückeburger Johann Christoph Friedrich Bach.
- Im Zeitalter der Aufklärung kam dem Gothaer Hof eine bedeutende Rolle bei der Rezeption und Verbreitung der neuen Ideen zu. Dies fand seinen Niederschlag in den Privatbibliotheken der Herzöge und deren Angehörigen.
- Die Universitäts- und Forschungsbibliothek Erfurt/Gotha nimmt seit 1996 an der Erstellung des VD 17 – der retrospektiven Nationalbibliografie des 17. Jahrhunderts – teil.

## Freundeskreis der Forschungsbibliothek Gotha e.V.
Auf Schloss Friedenstein wurde im Mai 2006 der Freundeskreis der Forschungsbibliothek Gotha e. V. gegründet. Damit die Forschungsbibliothek Gotha stärker in der Öffentlichkeit wahrgenommen wird, möchte der Verein mit seiner Arbeit dazu beitragen. Die Bibliothek wurde in das von Paul Raabe erarbeitete Blaubuch aufgenommen.